# Josef von Sedlnitzky
Josef Graf Sedlnitzky Odrowąż von Choltitz (n. 8 ianuarie 1778, Tropplowitz, Silezia Austriacă - d. 24 iunie 1855, Baden bei Wien) a fost un înalt funcționar austriac și șef al Poliției și al Biroului de Cenzură din Viena în perioada Vormärz de dinaintea Revoluției de la 1848, sub administrația cancelarului Metternich.

## Biografie
Contele Sedlnitzky a fost, din 1815, șef al Poliției din Viena și a fost însărcinat de împăratul Francisc I al Austriei cu coordonarea activității de cenzură în Imperiul Austriac. El a fost extrem de nepopular mai ales printre artiștii austrieci din perioada Vormärz și a fost destituit în anul 1848 după începerea Revoluției de la Viena. Josef Graf Sedlnitzky a murit în 1855 la Baden bei Wien. 
Fratele său, Leopold, a fost episcop de Breslau și ulterior membru al Consiliului de stat în timpul domniei lui Friedrich Wilhelm al IV-lea al Prusiei.